# Opossunoquonuske
Opossunoquonuske, född okänt år, död 1610, var en uramerikansk hövding.  Hon var regerande drottning (weroansqua) av Powhatan-konfederationen och var en av de första härskarna i Amerika som de engelska kolonisterna mötte då de anlände till Virginia 1607. Hon visade skepticism mot kolonisterna och spänning slutade i en konflikt där hon anordnade en massaker på en grupp engelsmän, vilket följdes av ett engelsk anfall på hennes bosättning och hennes egen död, en av de första större konflikterna mellan kolonister och urinnevånare i Nordamerika.